# 9e régiment d'infanterie territoriale
Pour les articles homonymes, voir 9e régiment d'infanterie.
Le 9e régiment d'infanterie territoriale est un régiment d'infanterie de l'armée de terre française qui a participé à la Première Guerre mondiale.

## Création et différentes dénominations
Le régiment reçoit son numéro par décret du 19 mars 1875, en prévision de la mobilisation

## Drapeau
Il ne porte aucune inscription. 

## Historique des garnisons, combats et batailles du9eRIT

### Première Guerre mondiale
Affectations :

## Personnages célèbres ayant servi au9eRIT
- Louis Lallemant

### Sources et bibliographie
- Historique du 9e régiment territorial d'infanterie, Paris, Charles-Lavauzelle, 1922, 10 p., lire en ligne sur Gallica.